# محمد الكنهل
محمد الكنهل (17 يناير 1959 -)، ممثل سعودي، شارك في العديد من المسلسلات ومنها مسلسل طاش ما طاش. واشتهر في كلاماته «مادريتا» و«أنت توحي».

## مشواره الفني
بدايته كانت في مسرح المعهد التجاري عام 1977 وكان ذلك عن طريق أحد المدرسين، وكان أيضًا مخرجاً مسرحياً، بعد ذلك تواصل مع المخرج سمعان العاني، وهو الذي اكتشفه، وشارك بعدها في مسرحية المهابيل وقطار الحظ وتحت الكراسي.
وأول الشخصيات التي عرفه الجمهور من خلالها هي شخصية جلمود في مسرحية ثلاثة النكد عام 1984 وهي شخصية مركبة وكان عبد العزيز الهزاع يقوم بدور والده في تلك المسرحية، وكان عمره أثناء هذا العمل حوالي الخمس وعشرين سنة.

## أعماله الفنية

### من المسلسلات
- مقالب من الحياة (1979).
- اللي خذته المدينة (1979).
- أبو مسامح أيام زمان (1979).
- موعد مع المجهول (1980).
- صور اجتماعية (1980).
- وسقطت أوراق الخريف (1983).
- لا يحوشك حبروك (1985).[2]
- عودة عصويد (1985).
- الملقوف (1987).
- بخيل مع مرتبة الشرف (1988).
- حكايات قصيرة (1991).
- حلاب الذر (1992).
- خمسة في انتداب [سهرة تلفزيونية] (1993).
- طاش ما طاش (ج2، ج3، ج5، ج6، ج7، ج8، ج9، ج10، ج11، ج12، ج13، ج14، ج15، ج16، ج17).
- خلك معي 1 (1995).
- خلك معي 3 (1997).
- سر القرية (1997).
- خط البداية (1997).
- عودة الطيور (1999).
- العولمة (1999).
- شكراً يا (2000).
- شؤون عائلية (2002).
- جروح باردة (2002).
- خذ وخل (2006).[3]
- عمشة بنت عماش (2007).
- بيني وبينك 1 (2007).
- غشمشم (ج2، ج3، ج5).
- ياناس يا هوه (2008).
- كلنا عيال قرية (2008).
- أيام السراب (2009).
- شيكات (2010).
- سكتم بكتم (2010).
- سكتم بكتم 2 (2011).
- الشبح (2011).
- طالع نازل (2012).[4]
- هذا حنا (2013).
- سكتم بكتم 4 (2013).
- شباب البومب 2 (2013).[5]
- شباب البومب 3 (2014).[6]
- جرذان الصحراء (2014).
- بنق (2014).
- منا وفينا (2015).
- شباب البومب 4 (2015).[7]
- الذاهبة (2015).[8]
- مستر كاش (2016).[9]
- شباب البومب 5 (2016).
- سناب شاف (2017).
- شباب البومب 7 (2018).
- بدون فلتر (2018).[10]
- العاصوف 1 (2018).[11]
- بدون فلتر 2 (2019).[12]
- وش تبي بس (2021).
- شباب البومب 9 (2021).
- شباب البومب 10 (2022).
- شباب البومب 11 (2023).[13]
- طاش العودة (2023).[14]

### من المسرحيات
- قطار الحظ (1978).
- وادي الحنشل (1995).
- قدر الشراكة (1980).
- ثلاثة النكد (1984).
- تحت الكراسي (1985).
- المهابيل (1985).
- ولد الديرة (1989).
- آخر كلام (2003).
- قدر وحبر (2010)[15]
- دراكولا (2013).[16]

### برامج
- علوم الأولين 4 (2023).
- علوم الأولين 5 (2024).[17]
- شكراً مليون (2024).
- مواقف طريفة (1987).
- مع الناس (1985).
- الأطفال (1992).
- مكتبة الأطفال (1985).
- من كل بستان زهرة (1985).
- تمثيلي التعداد السكاني بدايه التسعينات (1985).

### الأفلام
- نجد (2020).[18]
- عناقيد - غريب (2021).

## روابط خارجية
- محمد الكنهل على موقع قاعدة بيانات الأفلام العربية